# Liste der Lieder von Zaz
Dies ist eine Liste der Lieder der Sängerin Zaz.
Es sind alle Lieder von folgenden Zaz-Alben aufgelistet:
| - 2010: Zaz - 2013: Recto verso - 2014: Paris |

Die Urheberangabe Isabelle Geffroy bezieht sich auf Zaz selbst, es handelt sich um ihren Geburtsnamen.

## A
| # | Titel   | Dauer | Autoren          | Album | Jahr |
| - | ------- | ----- | ---------------- | ----- | ---- |
| 1 | À Paris | 3:01  | Francis Lemarque | Paris | 2014 |

## C
| # | Titel              | Dauer | Autoren                                                  | Album       | Jahr |
| - | ------------------ | ----- | -------------------------------------------------------- | ----------- | ---- |
| 1 | Cette journée      | 2:53  | Martin Terefe, Isabelle Geffroy, Frédéric Volovitch      | Recto verso | 2013 |
| 2 | Champs Élysées     | 2:57  | Pierre Delanoë, Mike Deighan, Mike Wilsh                 | Paris       | 2014 |
| 3 | Comme ci, comme ça | 2:45  | Ilan Abou, Thierry Faure, Isabelle Geffroy, Maya Barsony | Recto verso | 2013 |

## D
| # | Titel                                   | Dauer | Autoren       | Album       | Jahr |
| - | --------------------------------------- | ----- | ------------- | ----------- | ---- |
| 1 | Dans ma rue                             | 4:40  | Jacques Datin | Zaz         | 2010 |
| 2 | Dans mon Paris (Swing Manouche Version) | 3:18  | —             | Paris       | 2014 |
| 3 | Déterre                                 | 2:41  | Buridane      | Recto verso | 2013 |

## E
| # | Titel               | Dauer | Autoren         | Album | Jahr |
| - | ------------------- | ----- | --------------- | ----- | ---- |
| 1 | Éblouie par la nuit | 2:40  | Raphaël Haroche | Zaz   | 2010 |

## G
| # | Titel  | Dauer | Autoren        | Album       | Jahr |
| - | ------ | ----- | -------------- | ----------- | ---- |
| 1 | Gamine | 3:10  | Mickaël Furnon | Recto verso | 2013 |

## I
| # | Titel                                             | Dauer | Autoren                        | Album | Jahr |
| - | ------------------------------------------------- | ----- | ------------------------------ | ----- | ---- |
| 1 | I Love Paris - J'aime Paris (feat Nikki Yanofsky) | 4:05  | Cole Porter, Mathieu Boogaerts | Paris | 2014 |
| 1 | Imagine                                           | 2:50  |                                | Isa   | 2021 |

## J
| # | Titel                                               | Dauer | Autoren                                      | Album       | Jahr |
| - | --------------------------------------------------- | ----- | -------------------------------------------- | ----------- | ---- |
| 1 | J'ai deux amours                                    | 3:26  | Vincent Scotto, Henri Vantard, Georges Konyn | Paris       | 2014 |
| 2 | J'aime à nouveau                                    | 3:50  | Isabelle Geffroy, Mickaël Geraud             | Zaz         | 2010 |
| 3 | J'aime Paris au mois de mai (feat Charles Aznavour) | 4:06  | Charles Aznavour, Pierre Roche               | Paris       | 2014 |
| 4 | J'ai tant escamoté                                  | 3:44  | Mickey Morisset, Xavier Prêtre               | Recto verso | 2013 |
| 5 | Je veux                                             | 3:39  | Kerredine Soltani, Tryss                     | Zaz         | 2010 |

## L
| #  | Titel                                      | Dauer | Autoren                                                          | Album                         | Jahr |
| -- | ------------------------------------------ | ----- | ---------------------------------------------------------------- | ----------------------------- | ---- |
| 1  | La complainte de la butte                  | 3:19  | Georges Van Parys, Jean Renoir                                   | Paris                         | 2014 |
| 2  | La fée                                     | 2:53  | Raphaël Haroche                                                  | Zaz                           | 2010 |
| 3  | Laissez-moi                                | 2:39  | Pauline Vuarin                                                   | Recto verso Édition Collector | 2013 |
| 4  | La lessive                                 | 2:17  | Isabelle Geffroy, Frédéric Volovitch                             | Recto verso                   | 2013 |
| 5  | La lune                                    | 2:43  | Mickey Morisset, Xavier Prêtre                                   | Recto verso                   | 2013 |
| 6  | La Parisienne                              | 3:01  | Marie-Paule Belle, Françoise Mallet-Joris, Michel Grisolia       | Paris                         | 2014 |
| 7  | La part d'ombre                            | 3:55  | Grand Corps Malade, Ilan Abou, Isabelle Geffroy, Guillaume Juhel | Recto verso Édition Collector | 2013 |
| 8  | La romance de Paris (feat Thomas Dutronc)  | 3:31  | Charles Trenet, Léo Chauliac                                     | Paris                         | 2014 |
| 9  | Le jardin des larmes (feat Till Lindemann) | 5:15  | Till Lindemann                                                   | Isa                           | 2021 |
| 10 | Le long de la route                        | 3:37  | Isabelle Geffroy, Mickaël Geraud                                 | Zaz                           | 2010 |
| 11 | Le retour du soleil                        | 4:27  | Frédéric Zeitoun, Martin Terefe, Alex Cuba, Isabelle Geffroy     | Recto verso Édition Collector | 2013 |
| 12 | Les passants                               | 3:33  | Tryss, Isabelle Geffroy                                          | Zaz                           | 2010 |

## N
| # | Titel         | Dauer | Autoren                                           | Album       | Jahr |
| - | ------------- | ----- | ------------------------------------------------- | ----------- | ---- |
| 1 | Ni oui ni non | 3:31  | Kerredine Soltani, Vivian Roost, Isabelle Geffroy | Zaz         | 2010 |
| 2 | Nous debout   | 3:13  | David McNeil, Ours                                | Recto verso | 2013 |

## O
| # | Titel         | Dauer | Autoren                                                   | Album       | Jahr |
| - | ------------- | ----- | --------------------------------------------------------- | ----------- | ---- |
| 1 | Oublie Loulou | 2:40  | Charles Aznavour, Pierre Roche                            | Recto verso | 2013 |
| 2 | On ira        | 3:00  | Kerredine Soltani, Tryss, Louise Becue, Olivier Volovitch | Recto verso | 2013 |

## P
| # | Titel                     | Dauer | Autoren                              | Album | Jahr |
| - | ------------------------- | ----- | ------------------------------------ | ----- | ---- |
| 1 | Paris canaille            | 3:55  | Léo Ferré                            | Paris | 2014 |
| 2 | Paris, l'après-midi       | 2:25  | John Lewis, Ilan Abou, Thierry Faure | Paris | 2014 |
| 3 | Paris sera toujours Paris | 2:58  | Albert Willemetz, Casimir Oberfeld   | Paris | 2014 |
| 4 | Port coton                | 2:56  | Raphaël Haroche                      | Zaz   | 2010 |
| 5 | Prends garde à ta langue  | 3:41  | Isabelle Geffroy, Dino Cirone        | Zaz   | 2010 |

## S
| # | Titel                 | Dauer | Autoren                              | Album       | Jahr |
| - | --------------------- | ----- | ------------------------------------ | ----------- | ---- |
| 1 | Si                    | 2:36  | Jean-Jacques Goldman                 | Recto verso | 2013 |
| 2 | Si je perds           | 3:04  | Aurélie Antolini, Frédéric Volovitch | Recto verso | 2013 |
| 3 | Sous le ciel de Paris | 3:18  | Hubert Giraud, Jean Drejac           | Paris       | 2014 |

## T
| # | Titel          | Dauer | Autoren                                                   | Album       | Jahr |
| - | -------------- | ----- | --------------------------------------------------------- | ----------- | ---- |
| 1 | T'attends quoi | 3:20  | Kerredine Soltani, Tryss, Louise Becue, Olivier Volovitch | Recto verso | 2013 |
| 2 | Toujours       | 3:11  | Frédéric Volovitch                                        | Recto verso | 2013 |
| 3 | Trop sensible  | 3:59  | Isabelle Geffroy                                          | Zaz         | 2010 |